# صيدا (سوريا)
صيدا بلدة تابعة لمحافظة درعا في جنوب سوريا يبلغ عدد سكانها 24.000 نسمة وتقع في شرق مدينة درعا ب 10 كم تقريبا وتبعد 100 كم عن العاصمة دمشق.
تتمتع قرية صيدا بالتقدم العمراني وبها الكثير من المراكز الخدمية والاجتماعبة وهي من البلدات التي تتقدم باستمرار، ويعمل أهالي البلدة بالزراعة وأغلبهم في التجارة ويعمل حوالي 75% من سكانها في الخليج، وبها عدد من المعامل مثل (معمل سجاد صيدا)وبها أيضاً {أفران كرز}الشهيرة بإنتاجها الأوروبي من الخبز والحلويات العربية والأفرنجية بكافة أنواعها المميزة والفاخرة ومعمل حلويات صيدا جميع أنواع الحلويات العربي والشرقية
وأهمها شركة اعمار صيدا للتجارة والصناعة المعروف بقدمه وتطوره الدائم
ان كثير من السكان هم مغتربين في دول مجلس التعاون الخليجي واكثرهم في الكويت ويعملون في التجارة
في صيدا كثير من البيوت التي شيدت بفن معماري مميز ووجودها في مفترق الطرق التي تربط درعا ببصرى الشام وكذلك الحدود السورية الأردنية بجميع محافظات القطر والدول المجاورة
وما يميز بلدة صيدا هو موقعها على مفترق الطريق الدولي إلى دمشق وكذلك تعتبر صلة وصل إلى عدد من المدن والأماكن الأثرية في المنطقة مثل بصرى الشام، وصلخد، والقريا، والسويداء وغيرها من المناطق الأثرية في المنطقة يحدها من الجهة الشمالية بلدة الغارية الشرقية والغارية الغربية ومن الجنوب يحدها قرية الطيبة وقرية أم المياذن
يعتبر جسر صيدا الواقع على الطريق الدولي دمشق عمان المجاور للبلدة من الجهة الغربية هام بالنسبة لسكان القرى الشرقية لمحافظة درعا إذ يربط تلك القرى مع مركز المحافظة ( مدينة درعا )
بسبب الظروف الأمنية السيئه والحرب الذي حدثت في سوريا لم يتبقى من سكان القرية الاصليون إلا حوالي 15%
حيث قامت أغلب سكان المناطق المجاورة بالنزوح إلى صيدا وبلغ مجموع عدد الضيوف من القرى المتضررة جراء الحرب بشكل تقريبي حوالي 30.000 نسمه